# Trias (Geologie)
| Ära | Mesozoikum                                |             |           |               |
| System davor | Perm                                      |             |           |               |
| Beginn | 251,9 mya                                 |             |           |               |
| Ende | 201,3 mya                                 |             |           |               |
| System danach | Jura                                      |             |           |               |
| Mittlerer atmosphärischer O2-Anteil | ca. 16 Vol.-% (80 % des heutigen Niveaus) |             |           |               |
| Mittlerer atmosphärischer CO2-Anteil | ca. 1750 ppm (4,5-faches heutiges Niveau) |             |           |               |
| Mittlere Bodentemperatur | ca. 17 °C (2,5 °C über heutigem Niveau)   |             |           |               |
| \| ❮ \| System \| Serie \| Stufe \| ≈ Alter (mya) \| \| ❮ \| später \| später \| später \| jünger \| \| - \| --------- \| ----------- \| --------- \| ------------- \| \| ❮ \| T r i a s \| Obertrias \| Rhaetium \| 201,3 ⬍ 208,5 \| \| ❮ \| T r i a s \| Obertrias \| Norium \| 208,5 ⬍ 228 \| \| ❮ \| T r i a s \| Obertrias \| Karnium \| 228 ⬍ 235 \| \| ❮ \| T r i a s \| Mitteltrias \| Ladinium \| 235 ⬍ 242 \| \| ❮ \| T r i a s \| Mitteltrias \| Anisium \| 242 ⬍ 247,2 \| \| ❮ \| T r i a s \| Untertrias \| Olenekium \| 247,2 ⬍ 251,2 \| \| ❮ \| T r i a s \| Untertrias \| Indusium \| 251,2 ⬍ 251,9 \| \| ❮ \| früher \| früher \| früher \| älter \| |                                           |             |           |               |
| ❮ | System                                    | Serie       | Stufe     | ≈ Alter (mya) |
| ❮ | später                                    | später      | später    | jünger        |
| ❮ | T r i a s                                 | Obertrias   | Rhaetium  | 201,3 ⬍ 208,5 |
| ❮ | T r i a s                                 | Obertrias   | Norium    | 208,5 ⬍ 228   |
| ❮ | T r i a s                                 | Obertrias   | Karnium   | 228 ⬍ 235     |
| ❮ | T r i a s                                 | Mitteltrias | Ladinium  | 235 ⬍ 242     |
| ❮ | T r i a s                                 | Mitteltrias | Anisium   | 242 ⬍ 247,2   |
| ❮ | T r i a s                                 | Untertrias  | Olenekium | 247,2 ⬍ 251,2 |
| ❮ | T r i a s                                 | Untertrias  | Indusium  | 251,2 ⬍ 251,9 |
| ❮ | früher                                    | früher      | früher    | älter         |

Die Trias (altgriechisch τριάς „Dreiheit, Dreizahl“ [Genitiv τριάδος triádos]; Adjektiv meist triassisch, selten auch triadisch) ist in der Geologischen Zeitskala das unterste System bzw. die älteste Periode des Mesozoikums (Erdmittelalter). Sie folgt auf das Perm und geht dem Jura voraus. Die Trias erstreckt sich folglich über den Zeitraum von 251,9 bis 201,3 Millionen Jahren vor heute und dauerte somit 51 Millionen Jahre.

## Geschichte und Namensgebung
Der Name Trias wurde 1834 von Friedrich von Alberti nach der in Mitteleuropa auffälligen Dreiteilung Buntsandstein, Muschelkalk und Keuper vorgeschlagen und fand rasch Akzeptanz in der geologischen Literatur. Diese klassische Dreiteilung ist jedoch nur im Germanischen Becken ausgebildet. Entsprechend werden die drei Abteilungen der Germanischen Trias heute nur noch als lithostratigraphische Einheiten aufgefasst. Nach der international gültigen Untergliederung der Trias werden zwar ebenfalls drei Serien unterschieden: Unter-, Mittel- und Obertrias (bzw. Untere, Mittlere und Obere Trias), deren Grenzen jedoch nicht mit den lithostratigraphisch definierten Grenzen von Buntsandstein, Muschelkalk und Keuper übereinstimmen.

## Definition und GSSP
Die Untergrenze des chronostratigraphischen Systems der Trias (und damit der Untertrias-Serie und der Indusium-Stufe) ist durch das Erstauftreten der Conodonten-Art Hindeodus parvus und das Ende der negativen Kohlenstoff-Anomalie nach dem Höhepunkt des Massenaussterbens an der Perm-Trias-Grenze definiert. Der entsprechende GSSP (Global Boundary Stratotype Section and Point, deutsch „Profil und Punkt des weltweiten Grenz-Stratotyps“) ist das Meishan-Profil D im Kreis Changxing in der Provinz Zhejiang (Volksrepublik China). Die Obergrenze, gleichzeitig Untergrenze des Jura bzw. des Hettangiums, ist primär definiert durch das Erstauftreten des Ammoniten Psiloceras spelae tirolicum. Der entsprechende GSSP befindet sich am Kuhjoch im Karwendelgebirge (Nördliche Kalkalpen).
Nach der Internationalen Zeitskala von 2012 bzw. der Publikation des Jura-GSSP beträgt das absolute (numerische) Alter dieser beiden Marken etwa 252,2 Millionen Jahre bzw. 201,3 Millionen Jahre. Die absolute Dauer der Trias ist damit 50,9 Millionen Jahre.

## Untergliederung der Trias

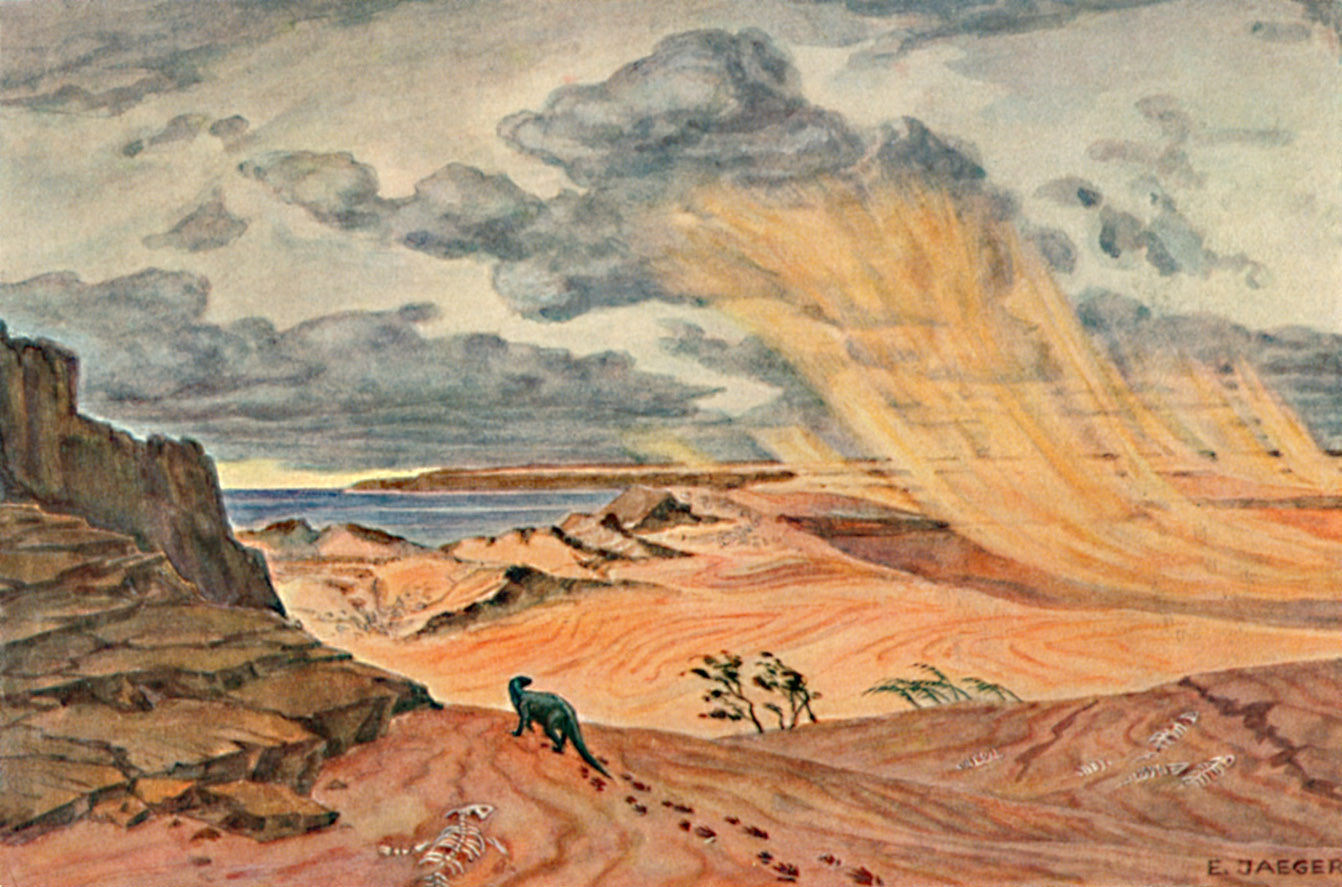
Künstlerische Darstellung einer Wüstenlandschaft der „Buntsandsteinzeit“ (frühe Trias) aus dem Jahr 1930; im Vordergrund ein Reptil, das Chirotherium-Spuren hinterlässt, im Hintergrund das zeitweise hereintretende Flachmeer

Das Trias-System wird in drei Serien mit insgesamt sieben Stufen unterteilt:
- System: Trias (251,9–201,3 mya)
  - Serie: Obertrias (235–201,3 mya)
    - Stufe: Rhaetium (208,5–201,3 mya)
    - Stufe: Norium (228–208,5 mya)
    - Stufe: Karnium (235–228 mya)

  - Serie: Mitteltrias (247,2–235 mya)
    - Stufe: Ladinium (242–235 mya)
    - Stufe: Anisium (247,2–242 mya)

  - Serie: Untertrias (251,9–247,2 mya)
    - Stufe: Olenekium (251,2–247,2 mya)
    - Stufe: Indusium (251,9–251,2 mya)

Die Untertrias enthielt früher lediglich eine einzige Stufe, das Skythium, das mittlerweile im internationalen Sprachgebrauch aufgegeben worden ist. Es wird jedoch weiter im alpinen Raum als regionale Stufe benutzt. Vor allem in der Biostratigraphie werden noch andere Ansätze der Untergliederung vertreten. Edward Timothy Tozer schlug 1965 eine Vierstufengliederung der Untertrias in Griesbachium, Dienerium, Smithium und Spathium vor. 1978 schlug Guex eine Dreiteilung vor, indem er Dienerium und Smithium zu einer neuen Stufe Nammalium zusammenfasste.
Die stratigraphische Gliederung der Trias beruht hauptsächlich auf der Gruppe der Ammonoideen; vermutlich hatten nur zwei Gattungen die Wende Perm/Trias überlebt, jedoch bereits in der untersten Trias lassen sich wieder über 100 Gattungen belegen. Weitere wichtige Leitfossilien sind außerdem Conodonten, Bivalven (Muscheln), Crinoiden, Kalkalgen (besonders Dasycladaceen (Wirtelalgen)) und Muschelkrebse (Ostracoda).

## Paläogeographie

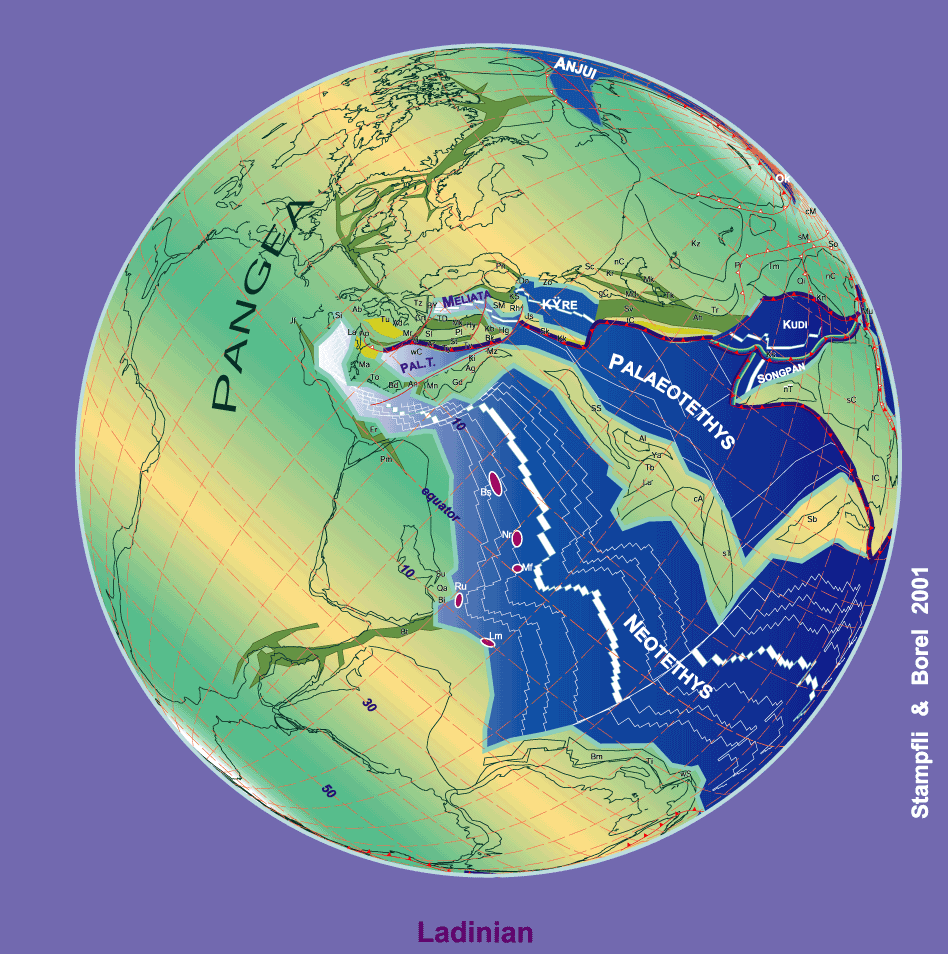
Plattenkonstellation in der mittleren Trias

Im Laufe des Perm war mit der Kollision Sibirias der Superkontinent Pangaea entstanden, der bis auf einige kleinere Terrane im Osten der Palaeotethys fast die gesamte kontinentale Kruste der Erde in einem Kontinent vereinigte. Bereits im Oberperm setzte jedoch der Zerfall ein. Im obersten Perm lösten sich vom Nordrand Ostgondwanas die Kimmerischen Terrane. Zwischen dieser Terran-Gruppe und Gondwana entstand die Neotethys, und die Paläotethys wurde unter diese Terrane subduziert. Im Westen erweiterte sich der Keil der Neotethys weiter nach Westen. In der Obertrias begann sich auch bereits die Öffnung des späteren Nordatlantiks anzudeuten. Zwischen (dem späteren) Nordamerika und (dem späteren) Europa entstanden Riftsysteme, die große Mengen an Sedimenten und Vulkaniten aufnahmen. Im Verlauf der Obertrias kam es zu ersten marinen Ingressionen in diese Riftsysteme.

## Klima
Während der Trias herrschte fast durchgehend ein Warmklima, das jedoch zu Beginn der Periode starken Schwankungen unterworfen war. Europa lag im subtropischen Wüstenbereich. Auch weltweit scheint das Klima eher trocken gewesen zu sein: Der Grund lag in der Form des Superkontinents Pangaea und einem daraus resultierenden Monsuneffekt, bei dem die sommerlichen Tiefdruckgebiete über der Landmasse hauptsächlich Luft von anderen inneren Landesteilen ansaugten und nicht vom Ozean, ähnlich der heutigen Situation in Südarabien. Im Binnenland waren vermutlich ausgedehnte Wüsten vorhanden. In der Nähe des geographischen Nordpols befand sich nach den derzeitigen Rekonstruktionen ein Teil Ostsibiriens.
Die biologischen, geophysikalischen und klimatischen Spätfolgen des Massenaussterbens an der Perm-Trias-Grenze reichten zum Teil bis in die Mittlere Trias. Während sich der Formenkreis der Ammoniten, Conodonten und Foraminiferen innerhalb von 1 bis 3 Millionen Jahren erholte, benötigten andere marine Habitate wie Korallenriffe etwa 8 bis 10 Millionen Jahre zu ihrer vollständigen Regeneration. Mitunter okkupierten einige robustere Arten unter massiver Vermehrung die verwaisten Lebensräume („Katastrophentaxa“), ehe sie daraus wieder verdrängt wurden. Die schrittweise Erneuerung der durch extreme Erwärmung, Großbrände, sauren Regen und Sauerstoffverknappung geschädigten Biotope wurde mit Schwerpunkt in den chronostratigraphischen Unterstufen Smithium und Spathium durch weitere Aussterbeereignisse mehrmals unterbrochen. Am deutlichsten wird dies an der verzögerten Ausbreitung der Wälder, die erst nach 15 Millionen Jahren wieder größere Areale besiedelten. Ein das Vegetationswachstum hemmender Faktor war zudem eine quer durch Pangaea laufende aride Zone zwischen 50° nördlicher und 30° südlicher Breite, in der stellenweise Temperaturen von 35 bis 40 °C herrschten.

## Entwicklung der Fauna

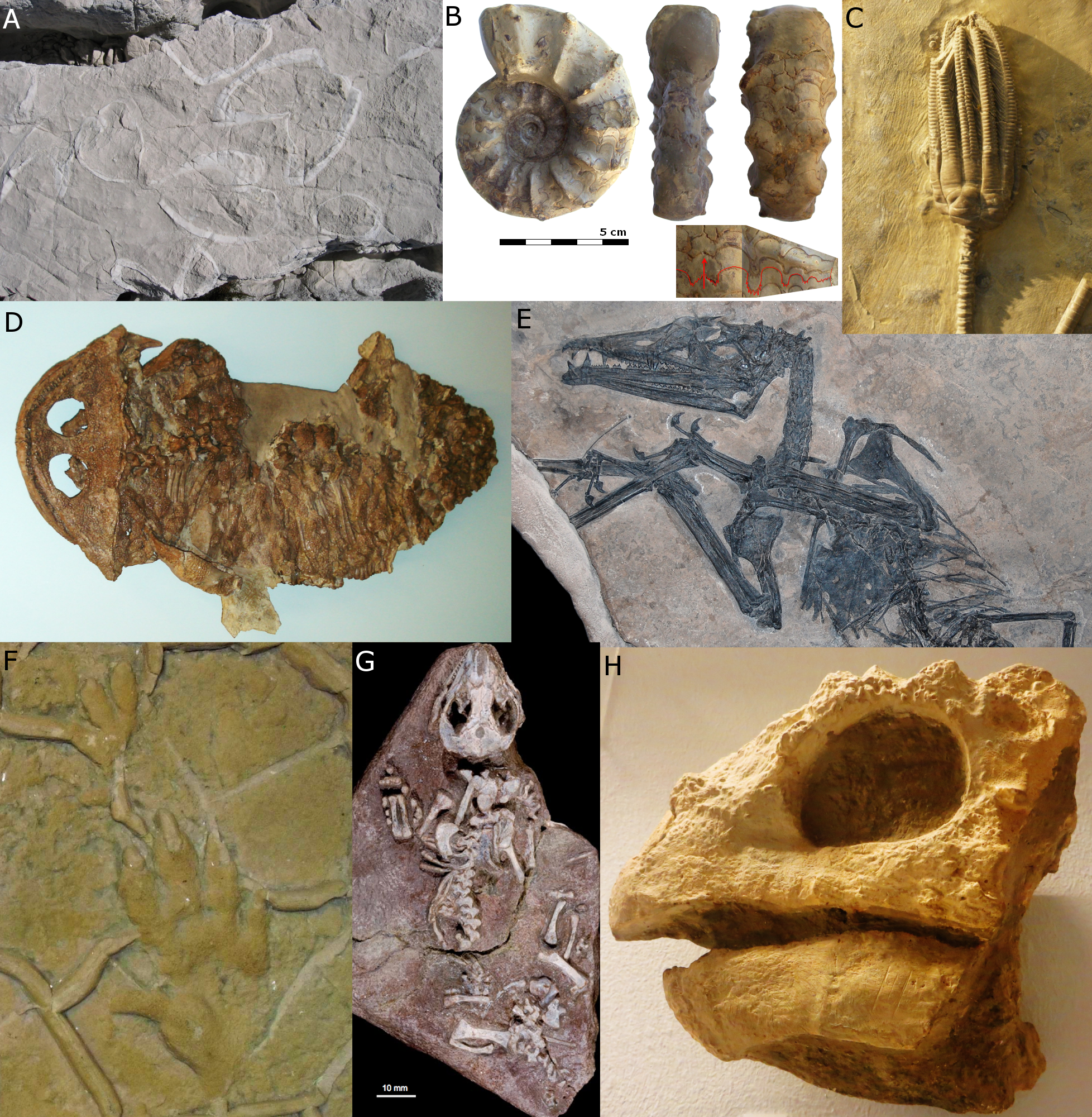
Eine Auswahl von Fossilien aus der Trias, überwiegend aus Mitteleuropa und dem Alpenraum

### Marine Fauna
Die Zeitenwende vom Perm zur Trias ist mit einem ausgeprägten Faunenumschwung verbunden. Dieser ist so einschneidend, dass aufgrund der deutlich veränderten Fossilüberlieferung die Wende vom Perm zur Trias nicht nur die Grenze zwischen zwei Perioden, sondern auch zwischen zwei Ären der Erdgeschichte, dem Paläozoikum und dem Mesozoikum, ist. So verschwinden zahlreiche Gruppen mariner Wirbelloser vollständig bzw. endgültig aus dem Fossilbericht, darunter die Trilobiten sowie die rugosen und tabulaten Korallen, die zu den bedeutendsten Riffbauern des Jungpaläozoikums zählen. Ferner verlieren unter den großen zweiklappigen Organismen die Brachiopoden ihre Vorherrschaft an die nicht näher mit ihnen verwandten, aber ökologisch ähnlichen Muscheln. Bei den Ammonoideen werden die lange dominierenden Goniatiten von den Ceratiten abgelöst.
Bei den Strahlenflossern (Actinopterygii) werden im Verlauf der Trias die bis dahin dominanten Palaeonisciformes zunehmend von ihren „moderneren“ Verwandten, basalen Vertretern der Neuflosser (Neopterygii), unter anderem von den Vertretern der Semionotiformes, verdrängt.

### Tetrapoden
Bedeutende Veränderungen durchläuft auch die Landwirbeltierfauna. So überleben von den basaleren Therapsiden, die im höheren Perm die terrestrische Makrofauna beherrschten, nur zwei Großgruppen stark dezimiert die Perm-Trias-Grenze: die Dicynodontia (mit unter anderen Lystrosaurus) und die Cynodontia. Bis in die mittlere Trias hinein können die Therapsiden eine bedeutende Rolle in den Ökosystemen behaupten, erfahren aber, anders als im Perm, starke Konkurrenz von Vertretern der Eureptilien und speziell den Diapsiden. Mit unter anderem den pflanzenfressenden Rhynchosauriern und den fleischfressenden Proterosuchiden, Erythrosuchiden und Euparkeria sind dies insbesondere Gruppen aus der „Archosaurier-Linie“ der Diapsiden (Archosauromorpha). Von den im Perm relativ erfolgreichen Parareptilien schafft es hingegen nur eine Gruppe, die Procolophonoiden, in die Trias.
Im Laufe der mittleren Trias und insbesondere in der späten Trias vollziehen sich schließlich Entwicklungen, die entscheidend für die weitere Evolution der Diapsiden im Mesozoikum und teilweise noch darüber hinaus sind: Eine basale Linie der Archosauromorpha spaltet sich in die beiden Linien auf, aus denen die Flugsaurier (Pterosauria) und Dinosaurier einerseits und die Vorfahren der Krokodile (frühe Crocodylomorpha) andererseits hervorgingen. Letztgenannte werden als Erzeuger von Chirotherium, einem der bekanntesten Spurenfossilien der Trias, gehandelt. Mit den Phytosauria gibt es zwar in der späten Trias die ersten sehr krokodilähnlichen Vertreter, jedoch werden die triassischen Sümpfe noch von teilweise sehr großen Vertretern aus den Temnospondyli-Linien Trematosauria und Capitosauria beherrscht, zum Beispiel von Mastodonsaurus.

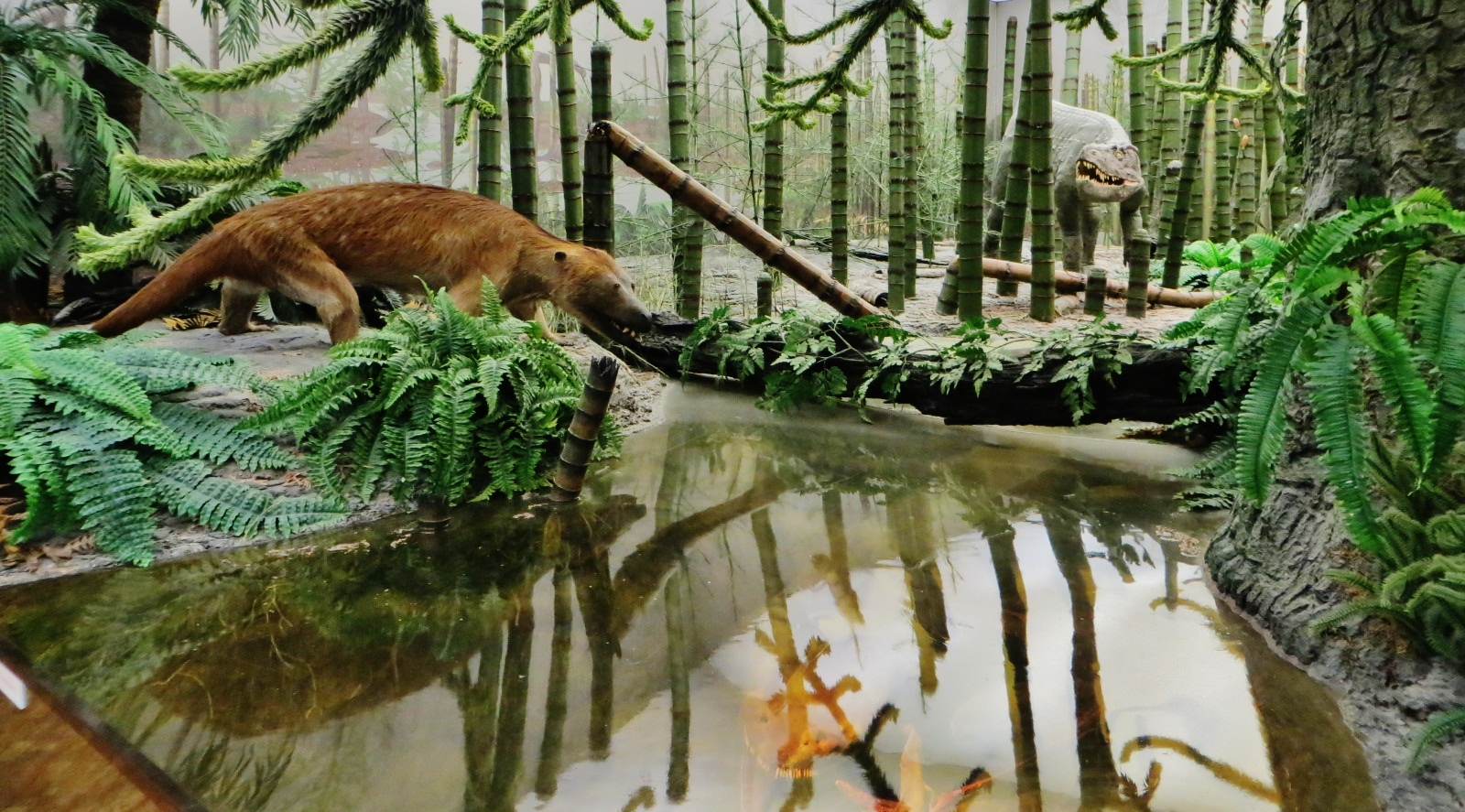
Rekonstruktion einer spätmitteltriassischen Feuchtlandschaft im damaligen Mitteleuropa („Keuperglades“). Links im Bild der schon sehr säugerartige Cynodontier Chiniquodon theotonicus, rechts, weiter im Hintergrund der Rauisuchide Batrachotomus kupferzellensis, ein Spitzenprädator seines Ökosystems.

Während aus dem Perm nur wenige aquatische Reptilien bekannt sind, erobern in der Trias zahlreiche Großgruppen erfolgreich nicht nur Süßwasserhabitate, sondern auch die Meere und behaupten sie bis fast zum Ende des Mesozoikums. Am stärksten passen sich hierbei die Fischsaurier (Ichthyopterygia), die bereits in der frühen Trias erscheinen, diesem Lebensraum an. In der mittleren Trias kommt mit den Sauropterygiern (unter anderen Nothosaurus, Placodus) eine weitere Gruppe mariner Formen hinzu. Auch einige wenige triassische Sphenodontier, frühe Verwandte der heutigen Brückenechse, sind Wassertiere. Ebenfalls aquatisch leben in der späten Trias die „Urschildkröten“ Odontochelys und Proganochelys.
Mit dem enormen Aufschwung der Diapsiden in der jüngeren Trias geht ein Niedergang der zeitgenössischen Therapsiden einher. Allerdings erscheinen am Ende der Trias mit fortschrittlicheren Cynodontiern wie Adelobasileus und Haramiyavia Formen, die bereits sehr säugerähnlich sind.
Mit den frühen Dinosauriern als Stammgruppe der Vögel, den frühen Crocodylomorpha als Stammgruppe der Krokodile, den „Urschildkröten“ und den frühen Cynodontiern als Stammgruppe der Säugetiere war somit bereits in der Trias der Grundstein für die heutige Amniotenfauna gelegt. Die Präsenz von Sphenodontiern zeigt zudem, dass auch die Ahnen von „Echsen“ und Schlangen schon in der Trias gelebt haben müssen, wenngleich echte Echsen und Schlangen erst in der Kreidezeit im Fossilbericht auftauchen.
Des Weiteren erschien in der frühen Trias mit Triadobatrachus das erste moderne Amphibium.

## Entwicklung der Flora

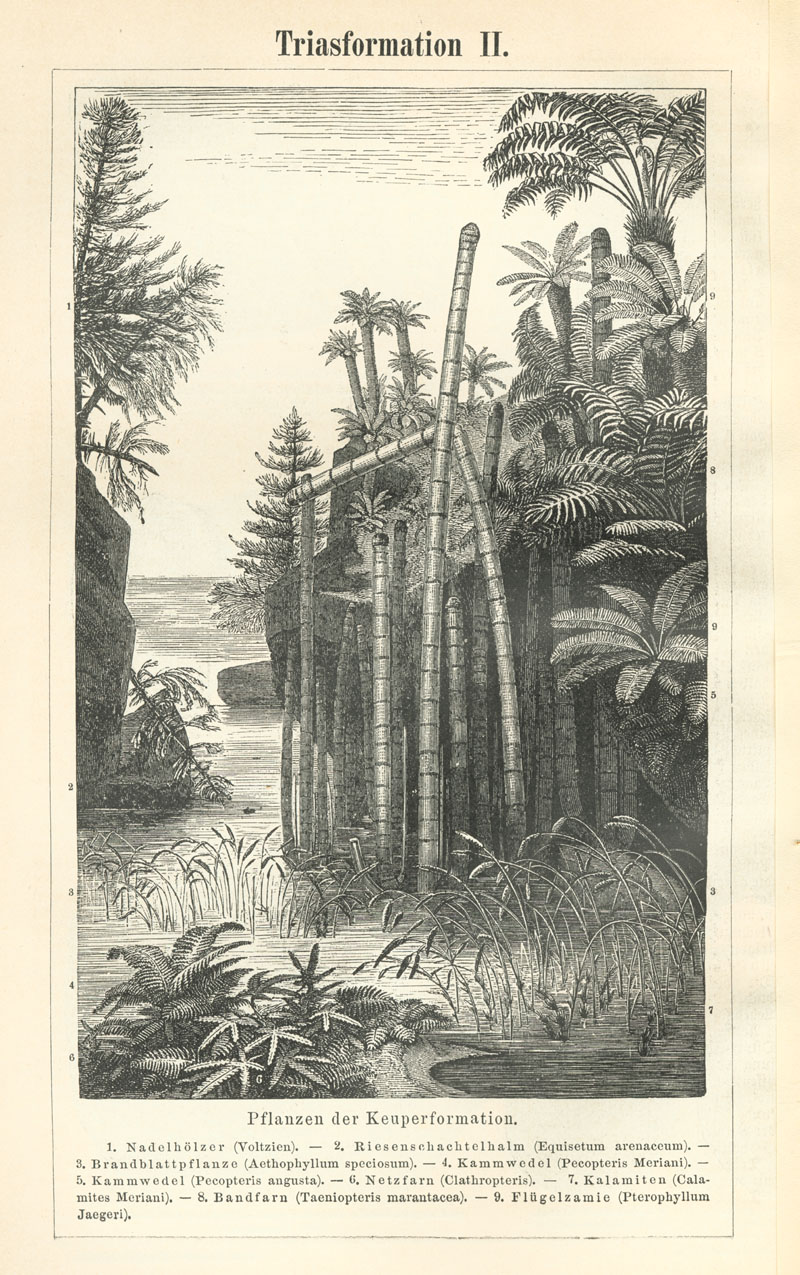
Lebensbilder einiger Pflanzen der Trias (Keuper) (Aus Meyers Konversations-Lexikon (1885–1890))

Der bereits im Perm erfolgte Umschwung der Pflanzenwelt von Farnen zu Nacktsamern setzte sich in der Trias weiter fort. Zwar waren auch Baumfarne (Cyatheales) und in Feuchtgebieten auch Schachtelhalme noch weit verbreitet. Ginkgos, Palmfarne (Cycadales) und Nacktsamer waren die am weitesten verbreiteten Pflanzen der terrestrischen Ökosysteme der Trias. Am Ende der Trias begann die Blütezeit der Cycadeen, die bis in die Kreide andauerte. Die ersten Kiefernartigen hatten sich schon im Karbon entwickelt (Cordaitales, Voltziales). Aber das Aussterbeereignis am Ende des Perms traf auch diese Gruppe. So starben beispielsweise die Cordaiten am Ende des Perms vollständig aus, die Voltziales entwickelten sich in der Trias weiter.
Einen Übergang zu den Bedecktsamern (Angiospermen) stellen die Bennettiteen (Bennettitales) dar. Diese noch zu den Nacktsamern gehörenden Pflanzen besaßen schon blütenähnliche Organe ähnlich denen der Angiospermen. Die Form lässt auf Bestäubung durch Insekten schließen. Als direkte Vorläufer der Angiospermen werden sie allerdings nicht angesehen. Sie traten in der oberen Trias erstmals auf und überlebten bis in die Kreide hinein. In der Trias trat die palmenähnliche Gattung Williamsonia mit bis zu zwei Meter hohen Stämmen auf. Andere Gattungen waren Williamsoniella (Mittlerer Jura), Wielandiella (Obere Trias bis in den Jura hinein) und Cycadeoidea (Untere Kreide).
Unter den Samenfarnen nahm die baumförmige Gattung Dicroidium den Platz der Glossopteridales auf Gondwana ein.
Ein typischer Vertreter der Sporenpflanzen für den Buntsandstein (Untertrias) ist Pleuromeia, die zu der fossilen Ordnung Pleuromeiales der Bärlapppflanzen gezählt wird. Sie ähnelt Sigillaria, einem Bärlappgewächs des Paläophytikums.

## Trias-Jura-Krise
Das Ende der Trias ist, wie das Ende des Perms, durch ein großes, globales Aussterbeereignis gekennzeichnet. Dieses Aussterben an der Trias-Jura-Grenze wird traditionell zu den „big five“ gerechnet, den fünf bedeutendsten Ereignissen dieser Art im Verlauf des Phanerozoikums, und es wird geschätzt, dass ca. 70 bis 75 % der Arten und 40 % der Gattungen verschwanden. Als Ursache wird, wie beim Perm-Trias-Massenaussterben, eine Phase intensiven Vulkanismus vermutet, die zu Störungen in den Stoffkreisläufen in globalem Maßstab und damit unter anderem zu Klimainstabilitäten und ozeanischen Anoxia bis hinauf in die obersten Bereiche der Wassersäule (sogenannte photic zone euxinia, PZE) führte und den Zusammenbruch sowohl der marinen als auch der terrestrischen Ökosysteme zur Folge hatte. Während für die Perm-Trias-Krise die Sibirischen Flutbasalte verantwortlich gemacht werden, sind es im Fall der Trias-Jura-Grenze die zentralatlantischen Basalte (Central Atlantic Magmatic Province, CAMP), die im Zuge der Grabenbruchbildung (Rifting) zu Beginn der Öffnung des Zentralatlantiks entstanden. Die Hauptphase des Flutbasalt-Vulkanismus setzte vor 201,5 Millionen Jahren ein, dauerte ungefähr 600.000 Jahre und wies wahrscheinlich vier kurzzeitige Aktivitätsspitzen auf.
Mehrere aktuelle Studien kommen zu dem Ergebnis, dass der Schwerpunkt des Massenaussterbens etwa 100.000 Jahre vor der eruptiven Flutbasaltphase des CAMP-Ereignisses lag. Laut diesen Analysen begann die Aktivität der Zentralatlantischen Magmatischen Provinz mit einem intrusiven Stadium. In dessen Verlauf strömten große Mengen Magma in Evaporit- und Carbonatlagerstätten (mit zusätzlichen Anteilen von Kohlenwasserstoffen) und bewirkten über Zeiträume von einigen tausend oder zehntausend Jahren durch Kontaktmetamorphose die Ausgasung von Kohlenstoffdioxid im fünfstelligen Gigatonnenbereich, verbunden mit einer signifikanten Zunahme der Globaltemperatur.

## Die Trias in Mitteleuropa
Die typische Dreiteilung der Gesteinseinheiten der Trias im Germanischen Becken ist in den Alpen nicht zu erkennen. Dieser Bereich wird alpin-mediterrane Trias (auch alpine Trias oder pelagische Trias) genannt. Ihre überwiegend marinen Ablagerungen sind wesentlich mächtiger als die der germanischen Trias. Neben flachmeerischen Riffkomplexen (zum Beispiel Wettersteinkalk) gibt es geschichtete Ablagerungen von Tonen, Kalken und Mergeln, die in tieferem Wasser entstanden sind.
In den Alpen liegen die ursprünglichen Typlokalitäten der chronostratigraphischen Stufen der Mittel- und Obertrias. Das Skythium, einzige Stufe der alpinen Untertrias, wurde dagegen nicht in den internationalen Sprachgebrauch übernommen.